# Halaelurus lineatus
Espèce
Répartition géographique
Statut de conservation UICN

 LC  : Préoccupation mineure
Halaelurus lineatus est une espèce de requins.